# 平洞河 (望谟河)
平洞河，位于中国贵州省望谟县境内，是望谟河右岸支流，发源于望谟县石屯镇达耸村，向南流至望谟县城复兴镇坝碰村注入望谟河。河长26千米。